# Павлович-Лажетич, Гордана
Гордана Павлович-Лажетич (серб. Гордана Павловић-Лажетић, родилась в 1955 году в Белграде) — сербский математик и информатик, профессор кафедры информатики и вычислительной техники математического факультета Белградского университета; специалист по базам данных.

## Биография

### Образование и работа
Окончила в 1970 году начальную школу и в 1974 году гимназию Белграда. Окончила в 1978 году естественно-математический факультет Белградского университета по специальности «Вычислительная математика и кибернетика», в 1981 году защитила работу на тему «Один из подходов к модели реляционной базы данных с двумя типами нулевого значения» и получила степень магистра, а в 1988 году на том же факультете защитила докторскую диссертацию «Базы данных и экспертные системы в управлении текстом».
С 1979 года Гордана Павлович-Лажетич работала ассистентом-стажёром на факультете, в 1982 году назначена ассистентом отделения математики, механики и астрономии, с 1985 года снова занимает пост ассистента на факультете. Стажировалась в 1982—1983 и 1985—1986 годах в Калифорнийском университете в Беркли, работая в области базы данных. Занимала пост консультанта в фирме RTI в Беркли по вопросам расширения реляционной системы INGRES через текстовые типы данных. С 1989 года — доцент, преподаватель дисциплин «Базы данных» и «Основы программирования» (назначена повторно в 1995 году), с 1997 года — профессор и преподаватель дисциплины «Базы данных».

### Преподавательская деятельность
В качестве ассистента Павлович-Лажетич вела дисциплины «Программирование и математические машины», «Вычислительные машины и программирование», «Программные системы», «Языки программирования и организация данных», «Применение компьютеров» и «Алгоритм, языки и автоматы». В качестве преподавателя вела дисциплины «Базы данных», «Основы программирования» и «Переводчики и интерпретаторы». В магистратуре преподавала дисциплины «Технология программирования», «Выбор заголовка базы данных», «Системы базы данных нового поколения» и «Развитие информационных систем». Ведёт дисциплины «Основы программирования» и «Базы данных».
Была научным руководителем у двух аспирантов, защитивших докторские диссертации (Ненад Митич и Цветана Крстев), у восьми магистров (Мила Митич, Биляна Йович, Горан Шукович, Чедомир Сокич, Предраг Станишич, Драгана Джурич, Ирена Спасич и Драган Живанович) и у ряда специалистов и бакалавров.

### Научная деятельность
Гордана Павлович-Лажетич занимается научной деятельностью в области информатики и вычислительной техники, особенно в сфере базы данных и обработки текста. Как исследователь, она участвует в научных проектах Министерства науки Республики Сербия, начиная с 1980 года. Она опубликовала более 30 научных работ в международных и отечественных журналах, международных монографиях и сборниках работ с международных и отечественных конференций. Автор университетского учебника «Основы реляционных баз данных» (серб. Основе релационих база података), изданного в 1996 году. Участвовала в 20 международных и отечественных конференциях. Член редакции журнала «Математички весник», член Организационного комитета IX и X конгрессов математиков Югославии, сотрудник издания «Zentralblatt fur Mathematik und ihre Grenzgrniete».
Руководила научным семинаром по вычислительной технике на математическом факультете Белградского университета, темой «Обработка текста» в проектах вычислительной техники Министерства науки Республики Сербия в 1993—2001 годах, в настоящее время руководит командой развития сербского сегмента WordNet в проекте Balkanet, который финансируется Европейской комиссией. С 1996 по 2001 годы — заведующая кафедрой вычислительной техники математического факультета. Член международной ассоциации компьютерной техники.

### Вне математики и информатики
Гордана Павлович-Лажетич участвовала в разработке учебного пособия на русском языке «Сербский "с нуля"», вышедшем в 2007 году.